# Vrede van Alès
De Vrede van Alès (Frans: paix d'Alès) werd getekend op 28 juni 1629 te Alès en maakte een einde aan de Hugenotenopstanden. Voor het Koninkrijk Frankrijk tekende Lodewijk XIII, voor de Hugenoten, Hendrik II van Rohan (wordt betwist).

## Context
De vrede van Alès werd getekend na het Beleg van La Rochelle (1627-1628), het beleg van Privas en het beleg van Alès, beide in 1629; drie nederlagen voor de hugenoten.

## Inhoud
De hugenoten verloren hun grondgebied en hun militaire en politieke rechten; 38 van hun versterkte plaatsen werden ontmanteld. De protestanten mochten hun geloofsrechten behouden, die ze verkregen hadden met het Edict van Nantes. De vrede werd nog bevestigd door het Edict van Nîmes (édit de grâce de Nîmes) dat de verleende amnestie en de verleende geloofsrechten bevestigde.